# Уцзяцзычуань
Уцзяцзычуань — небольшая река в провинции Гирин, КНР. Представляет собой последний левый приток р. Туманган (Туманная) на территории КНР.

## Гидрография
Протекает целиком по территории КНР в низинной, местами заболоченной пойме Тумангана, в низовьях реки. Общая длина Уцзяцзычуаньхэ достигает 20 километров; река сильно меандрирует. Вытекает из озера Удаопаоцзы, в бассейне реки расположены озёра Судаопаоцзы, Бадаопаоцзыюйчан. Уровень воды в реке и озёрах резко меняется по нескольку раз в год. Питание в основном снеговое, дождевое (летний муссон) и подземное. Широко используется в хозяйственных целях (рисоводство, рыбоводство). На реке и её озёрах встречается лотос. Вода мутна, содержит большое количество глинистых взвесей.